# Hollóének Hungarica

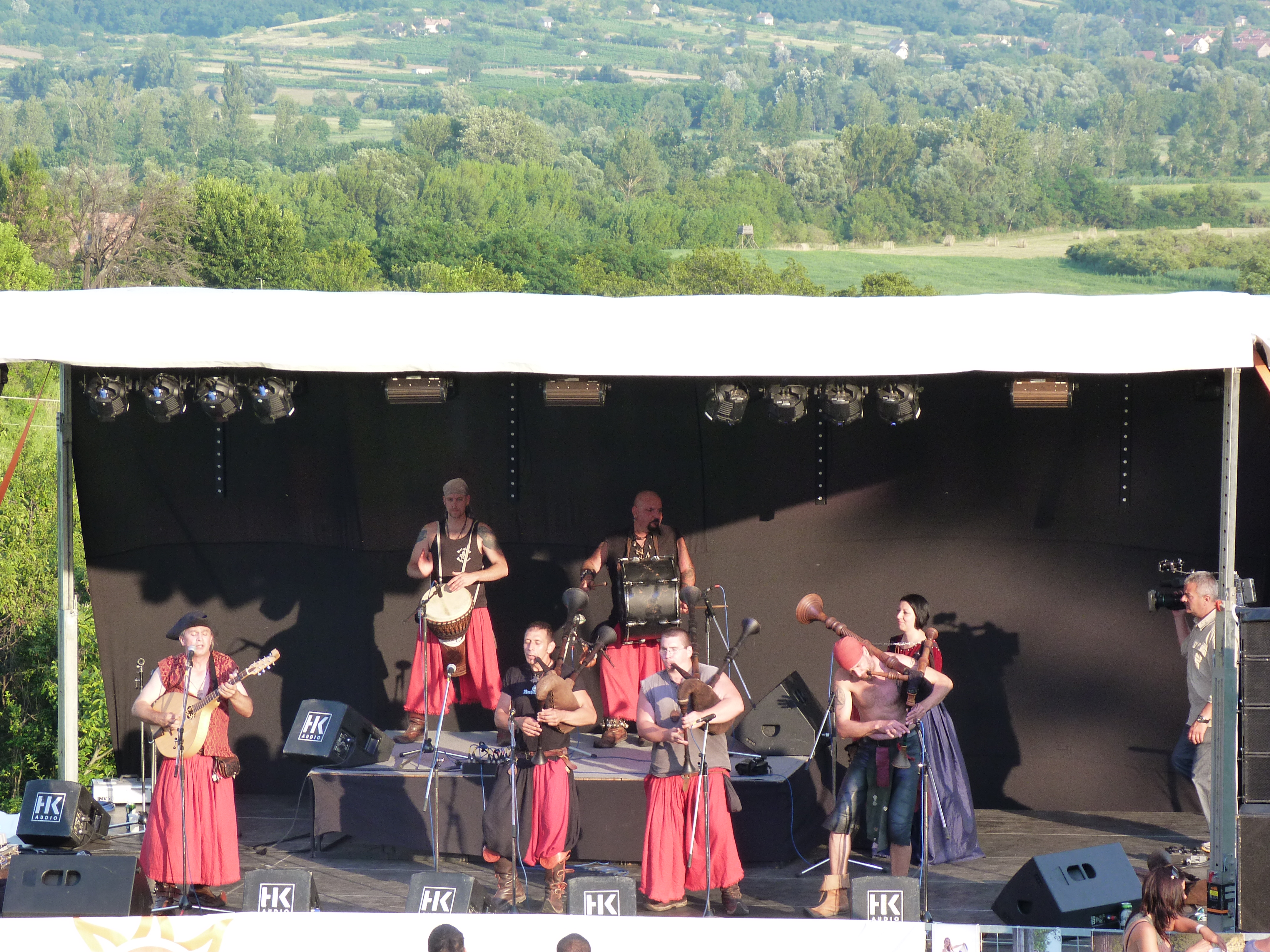
Hollóének Hungarica - 2014

Hollóének Hungarica – węgierska grupa muzyczna grająca muzykę średniowieczną. Założona w 2005 roku w Debreczynie z inicjatywy Lajosa Balinta. Początkowo grupa grała dość tradycyjną w swej formie muzykę dawną z elementami muzyki folkowej. Brzmienie zespołu oparte było na dźwiękach dud średniowiecznych oraz akompaniamencie takich instrumentów jak skrzypce, lira korbowa czy różnego rodzaju piszczałek wspieranych przez bębny średniowieczne. Wraz z chwilą wydania drugiej płyty długogrającej, zespół postanowił uszczuplić swoje instrumentarium ograniczając je do dud oraz rozbudowanej sekcji bębniarskiej, wspieranej niekiedy tylko przez akompaniament buzuki. Repertuar formacji stanowią dawne pieśni i ballady z okresu średniowiecza i baroku pochodzące głównie z krajów takich jak Węgry, Turcja, Włochy, Francja, Rumunia czy Mołdawia oraz folkowe kompozycje zaczerpnięte z kultur skandynawskich. Zespół wielokrotnie gościł w Polsce, głównie w Lublinie (Jarmark Jagielloński 2007, 2008, 2009, 2010, 2011, 2013, festiwal HelloFolks! 2011 oraz Noc Kultury 2010). Również w Lublinie, w studiu Radia Centrum został zarejestrowany ich występ na żywo, który potem trafił na internetowy album "Mors In Lublin". Warto również dodać, że grupa współpracuje od wielu lat z bębniarską formacją The Royal Drummers of Visegrad, z którą wspólnie koncertują.

## Skład zespołu
- Bálint Lajos - dudy, buzuki, lutnia, śpiew
- Weixelbaum Laura - dudy, śpiew
- Pálvölgyi Ferenc - dudy, buzuki
- Sós István József - bębny
- Simonyi Vilmos - bębny

 byli członkowie
- Arany Zoltán - lira korbowa, dudy, piszczałki, śpiew
- Dickmann Roland - dudy, piszczałki, lutnia, śpiew
- Borsos Péter - bębny
- Madai Anita - skrzypce, śpiew
- Róbert Fagyas - bębny

## Dyskografia
- Szarnyalas - 2007
- Mors In Virgo - 2010
- Mors In Lublin - 2010 (jako wydawnictwo internetowe)
- Hollóének - 2013
- Medvetánc - 2017